# 4663 Falta
4663 Falta è un asteroide della fascia principale. Scoperto nel 1984, presenta un'orbita caratterizzata da un semiasse maggiore pari a 3,2124883 UA e da un'eccentricità di 0,0596280, inclinata di 14,89754° rispetto all'eclittica.
L'asteroide è dedicato al cartografo ceco Josef Falta.